# 孝伯 (衛國)
孝伯（?—?），姬姓，谥孝，中国春秋时期卫国的公子，卫庄公的兒子。

## 生平
卫庄公先娶齐国东宫得臣的妹妹庄姜，庄姜无子。又娶陈国之女厉妫，生孝伯，孝伯早死。厉妫的妹妹戴妫生公子完（卫桓公），庄姜以为己子。

## 母
- 厉妫，陈国之女，杨伯峻推测是陈桓公的姐妹，戴妫的姐姐，卫桓公的姨母。